# Омельченко Федір Захарович
Фе́дір Заха́рович Оме́льченко (21 (9) лютого 1865, Кролевець — 4 лютого, 1924, Київ) — засновник і директор мікробіологічного інституту, патоморфолог і мікробіолог, академік ВУАН.

## Життєпис
1885 року, закінчивши Чернігівську гімназію, поступив до медичного факультету Київського університету святого Володимира. У лабораторії В. Підвисоцького Омельченко виконав першу наукову роботу з бактеріології, за яку отримав премію імені Миколи Пирогова. Закінчив медичний факультет Київського університету в 1890 році.
Служив військовим лікарем та одночасно був викладачем патологічної анатомії й бактеріології, з 1893 року — у Києві.
У 1890—1891 роках досліджував вплив рослинних ефірних олій на збудників черевного тифу, сибірки та туберкульозу.
Тоді ж досліджував мінливість мікроорганізмів і морфологію спірохет.
У 1896 році відряджений для наукового удосконалення до Петербурзької військово-медичної академії. 1898 року, після захисту докторської дисертації «Сперматогенез та його біологічні основи», призначений прозектором військового госпіталю у Варшаві, де очолив і бактеріологічну лабораторію.
1903 року переведений у Миколаївський Петербурзький військовий госпіталь, де працював 12 років, поєднуючи роботу прозектора з педагогічною — заняття зі студентами Військово-медичної академії — та науковою (керування дисертаційними дослідженнями); завідував хіміко-бактеріологічною лабораторією Єлизаветинської общини сестер милосердя та викладав на Різдвяних курсах.

### Робота в Києві у 1918—1924 роках
1918 року повернувся до Києва, до 1921 року працював у військовому госпіталі. Омельченко став активним членом медичної секції Українського наукового товариства, в якій працював разом з Мартирієм Галиним, Овксентієм Корчак-Чепурківським, Олександром Черняхівським, Євгеном Черняхівським.
На початку 1920 року до Українського наукового товариства переведений з Петрограда заснований там Омельченком на власні кошти Мікробіологічний інститут. Організував власну лабораторію, яку згодом подарував Українському науковому товариству — у 1921 році УНТ разом з цією лабораторією було підпорядковане ВУАН. З 1921 року працював в організованому ним Біологічному інституті ВУАН, з 1922 — у Київському ветеринарно-зоотехнічному інституті як професор і ректор.
Його праці стосуються вивчення сперматогенезу, питань антропології, цитології, патологічної анатомії, мікробіології.
Провів дослідження гістогенезу аденохондром молочних залоз. Розробив методику лікування спірильозу. Досліджував антропометричний тип слов'ян, запропонував нову схему антропометричних досліджень.
У 1920—1924 роках входив до складу колективу авторів російсько-українського медичного словника.
Помер 4 лютого 1924 року в Києві.

## Біологічний інститут
На початку 1920 року Федору Омельченку вдалося перевезти до Києва з Петрограда свою лабораторію, яку він називав «Мікробіологічний інститут». Лабораторія знаходилася прямо в квартирі Омельченка, але все її обладнання він подарував Українському науковому товариству. УНТ прийняло статут Мікробіологічного інституту, в якому передбачалося створити відділи зоології, ботаніки, бактеріології, мікропалеонтології, а крім того окремі лабораторії агрономічної, технічної та медичної мікробіології. Втім, відсутність фінансування залишила ці плани нездійсненними.
У зв'язку з ліквідацією Українського наукового товариства, всі його підрозділи було передано Всеукраїнській академії наук (ВУАН). 18 липня 1921 року Мікробіологічний інститут було долучено до Другого відділу ВУАН, Федір Омельченко був призначений директором інституту й перебував на цій посаді до кінця життя.
У 1922 році в Мікробіологічному інституті працювали окрім директора всього 2 співробітники: професор Олександр Тижненко та завідувач нового відділу біопсихології Олександр Сковорода-Зачиняєв
За свідченням Бориса Балінського, в останній період роботи Мікробіологічного інституту в ньому окрім директора працювали лише фізіолог Володимир Правдич-Немінський та Сковорода-Зачиняєв, а також лаборанткою була дружина директора Олександра Миколаївна Лапенюк. Правдич-Немінський і Сковорода-Зачиняєв здебільшого працювали поза інститутом, який являв собою велику квартиру в будинку 37 на вулиці Короленка, з 6 великими кімнатами та 3 малими.
У 1925 році інститут дістав назву Біологічний інститут імені Федора Омельченка, директором його призначили Івана Шмальгаузена. 1930 року на базі цієї лабораторії був утворений Зоологічно-Біологічний Інститут ВУАН.